# Murdock (Nebraska)
Pour les articles homonymes, voir Murdock.
Murdock est un village du comté de Cass, dans l'État du Nebraska, aux États-Unis. En 2020, il comptait une population de 270 habitants.